# Френчменс-Кап
Френчменс-Кап (англ. Frenchmans Cap) — гора, расположенная в национальном парке Франклин — Гордон-Уайлд-Риверс, который находится на территории острова (и одноимённого штата) Тасмания, входящего в состав Австралии. Этот парк включён в территорию, которая называется «Дикая природа Тасмании» (англ. Tasmanian Wilderness) и является объектом Всемирного наследия ЮНЕСКО.
Высота горы Френчменс-Кап — 1446 м над уровнем моря (по другим данным, 1443 м или 1445 м).

## География
Гора Френчменс-Кап находится на западе Тасмании. Река Франклин, подходя с востока, огибает Френчменс-Кап с севера и запада, поворачивая на юг — и далее так и течёт в этом направлении до впадения в реку Гордон, которая, в свою очередь, впадает в залив Маккуори, соединяющийся с Индийским океаном.

## Название горы
Считается, что название горы связано с тем, что её профиль напоминает фригийский колпак (pileus) — символ свободы времён Великой Французской революции.
До прихода европейцев эта гора была известна тасманийским аборигенам, и одно из имён, которым они её называли, было «Мабарлек» (Mabarlek).

## История
Хорошо узнаваемый профиль горы издавна служил ориентиром для судов, проплывающих вдоль западного побережья Земли Ван-Димена (так раньше называлась Тасмания). Тем не менее, первая известная документальная запись датирована 1822 годом и связана с островом Сара (Sarah Island) в заливе Маккуори, на котором находилась колония для преступников Macquarie Harbour Penal Station — с этого острова была видна гора Френчменс-Кап.
Первым восхождением на Френчменс-Кап людей европейского происхождения считается достижение вершины Джеймсом Спрентом (James Sprent) вместе с его геодезической группой в 1853 году.
30 мая 1941 года территория, прилегающая к горе Френчменс-Кап и ограниченная реками Франклин, Лоддон и Саут-Лоддон, была объявлена национальным парком (англ. Frenchman's Cap National Park). В мае 1981 года территория парка Френчменс-Кап была включена в национальный парк Фраклин-Гордон-Уайлд-Риверс.

## Френчменс-Кап в искусстве
Ряд изображений горы Френчменс-Кап был создан австралийским художником, уроженцем Хобарта Уильямом Чарльзом Пигенитом (William Charles Piguenit, 1836—1914). В частности, среди них есть несколько монохромных картин, написанных маслом, а также монохромные акварели.